# Craterocephalus marjoriae
Craterocephalus marjoriae is een straalvinnige vissensoort uit de familie van de koornaarvissen (Atherinidae). De wetenschappelijke naam van de soort is voor het eerst geldig gepubliceerd in 1948 door Whitley.